# Liste des opérateurs de réseau mobile dans le monde
Cette page dresse la 'liste des opérateurs de réseau mobile dans le monde'.
En raison de la taille, la liste est découpée par continent :
- Listes des opérateurs de réseau mobile en Afrique
- Liste des opérateurs de réseau mobile en Amérique
- Liste des opérateurs de réseau mobile en Asie
- Liste des opérateurs de réseau mobile en Europe
- Liste des opérateurs de réseau mobile en Océanie

## Principaux opérateurs de réseau mobile terrestres
Le tableau suivant présente les plus importantes entreprises de téléphonie mobile dans le monde, classées par le nombre de clients (et par nombre proportionnel de clients si l'entreprise possède une participation financière dans un autre opérateur).
il récapitule aussi les Pays dans lesquels l'opérateur opère ainsi que ses actionnaires principaux.
Les opérateurs mobiles étant détenus à plus de 50 % par un autre opérateur mobile ne sont pas indiqués
| Rang (par abonné au prorata) | nom de la Société (pays du siège social) (et filiales détenues à plus de 50 %) | Pays d'activité (pourcentage de détention de la filiale dans le pays considéré - pays en italique si 100 %) | Technologie                              | Abonnés total / prorata (en millions)     | actionnaires (en %)                            |
| ---------------------------- | ------------------------------------------------------------------------------ | --- | ---------------------------------------- | ----------------------------------------- | ---------------------------------------------- |
| 1                            | China Mobile ( Chine)                                                          | Asie : Chine, Hong-Kong, Pakistan, Thaïlande | GSM, UMTS,TD-SCDMA, LTE                  | 991,576 / (janvier 2024)                  | Chine (74,25 %)                                |
| 2                            | Bharti Airtel ( Inde)                                                          | Afrique : Tchad, République démocratique du Congo, Gabon, Ghana (49,95), Kenya, Madagascar, Malawi, Niger, Nigeria, Ouganda, République du Congo, Rwanda, Seychelles, Tanzanie , Zambie Asie : Inde, Sri Lanka, Bangladesh (31,3) |                                          | 590,514 / (mars 2025)                     | Singtel (35,4 %)                               |
| 3                            | Jio ( Inde)                                                                    | Asie : Inde |                                          | 439,3 / 439,3 (mars 2023)                 |                                                |
| 4                            | China Telecom ( Chine)                                                         | Asie : Chine |                                          | 401,12 / 401,12 (mai 2023)                |                                                |
| 5                            | América Móvil ( Mexique) - Telekom Austria (58,4%)                             | Amérique : Argentine, Brésil (99,6), Chili (97), Colombie (99,4), Costa Rica, République Dominicaine, Équateur, Salvador (97,7), Guatemala (99,3), Honduras, Mexique, Nicaragua (99,6), Paraguay, Pérou, Porto Rico, États-Unis, Uruguay Europe : Autriche (60,8), Biélorussie (60,8), Bulgarie (60,8), Croatie (60,8), Macédoine du nord (60,8), Pays-Bas (14,6), Serbie (60,8), Slovénie (60,8) | EDGE, GPRS, GSM, CDMA, TDMA, LTE         | 325,656 / (juin 2025)                     |                                                |
| 6                            | Vodafone ( Royaume-Uni) - Vodacom (65,1 %)                                     | Afrique : Afrique du sud (65,1), Égypte (35,8), Kenya (27,8), Lesotho (52,1), Mozambique (55,3), République Démocratique du Congo (33,2), Tanzanie (48,8) Asie : Inde (32,3), Turquie Europe : Albanie (99,9), Allemagne, Grèce (99,9), Irlande, Pays-Bas (50), Portugal, République tchèque, Roumanie, Royaume-Uni Océanie : Australie (25,1), Polynésie Française                               | UMTS, GSM, CDMA, LTE                     | 319,324 / ? 2 (mars 2025)                 |                                                |
| 7                            | China Unicom ( Chine)                                                          | Asie : Chine | GSM, CDMA, LTE                           | 319,52 / 319,52 (juin 2022)               |                                                |
| 8                            | Telefónica ( Espagne)                                                          | Amérique : Brésil (75,3), Chili, Pérou (99,2), Colombie (67,5), Mexique, Venezuela Europe : Allemagne (94,1), Royaume-Uni (50,0), Espagne | UMTS, GSM, LTE                           | 263,702 / (mars 2025)                     |                                                |
| 9                            | MTN ( Afrique du Sud)                                                          | Afrique : Afrique du Sud, Bénin (75), Botswana (53,3), Cameroun (80), Côte d'Ivoire (66,8), Ghana (85,5), Guinée (75), Guinée-Bissau, Liberia (60), Nigeria (75,6), Ouganda (83,1), République du Congo, Rwanda (80), Soudan (85), Soudan du Sud, Swaziland (30), Zambie (89,8) Asie : Afghanistan, Iran (49),                                                                                    |                                          | 294,838 / (déc 2023)                      |                                                |
| 10                           | Singtel ( Singapour)                                                           | Afrique : Cf. Bharthi airtel Asie : Inde (35,4), Indonésie (35), Philippines (47), Thaïlande (23), Singapour Océanie : Australie | UMTS, GSM, LTE                           | 715 / 260,72 (déc 2019)                   | Temasek holdings (51 %)                        |
| 11                           | Deutsche Telekom ( Allemagne)                                                  | Amérique : États-Unis (46,75) Europe : Allemagne, Autriche, Croatie (52,17), Hongrie (59,21), Grèce (48,29), Macédoine, Pays-Bas (75), Pologne, République tchèque, Roumanie, Slovaquie | UMTS, GSM, LTE                           | 255,8 / (mars 2024)                       |                                                |
| 12                           | Orange ( France)                                                               | Europe : France, Espagne, Belgique, Pologne, Roumanie, Slovaquie, Moldavie, Luxembourg Moyen-Orient : Jordanie, Irak (20) Afrique : Maroc, Égypte, Tunisie (49), Côte d'Ivoire, Sénégal, Mali, Guinée, Guinée-Bissau, Botswana, Cameroun, Burkina Faso Océanie : Vanuatu | UMTS, GSM, GPRS, EDGE, HSDPA, HSPA+, LTE | 253,004 / (mars 2024)                     |                                                |
| 11                           | vodafone Idea limited ( Inde)                                                  | Asie : Inde | GSM, LTE                                 | 240,4 / 240,4 (juillet 2022)              | Aditya Birla group (27,4 %), Vodafone (47,6 %) |
| 14                           | Veon ( Pays-Bas)                                                               | Afrique : Algérie (45,4 %) Asie: Bangladesh, Géorgie, Kazakhstan (75 %), Kirghizistan (50,1%), Ouzbékistan, Pakistan Europe : Russie, Ukraine |                                          | 207,4 / (sept 2020)                       |                                                |
| 15                           | AT&T Mobility ( États-Unis)                                                    | Amérique : Mexique, Porto Rico, États-Unis | HSDPA, UMTS, EDGE, GPRS, GSM, TDMA, LTE  | 188,356 / (mars 2020.) (avec connections) |                                                |
| 16                           | Telenor ( Norvège)                                                             | Asie : Bangladesh, Malaisie, Myanmar, Pakistan, Thaïlande Europe : Danemark, Hongrie, Monténégro, Norvège, Serbie, Suède | UMTS, GSM, LTE                           | 174,983 / (juin 2022)                     |                                                |
| 17                           | Telkom ( Indonésie)                                                            | Asie : Indonésie |                                          | 171,105 / 171,105 (déc 2019)              | Singtel (35 %)                                 |
| 18                           | STC ( Arabie saoudite)                                                         | Afrique : Afrique du Sud Asie : Bahreïn, EAU (35), Inde, Indonésie, Jordanie, Koweït (51,8), Liban, Malaisie (25 %), Arabie Saoudite |                                          | 161,0 / (déc 2013)                        |                                                |
| 19                           | Etisalat ( Émirats arabes unis) - Maroc Telecom (48%)                          | Afrique : Bénin (48), Burkina Faso (48), Côte d'Ivoire (548), Égypte (66,4), Gabon (48), Mauritanie (48) Niger (48), Nigéria (40), République Centrafricaine (48), Soudan, Tanzanie, Togo Asie ; Afghanistan, Arabie Saoudite (27), Pakistan (23), Sri Lanka, Émirats arabes unis |                                          | 150 / (mars 2020.)                        |                                                |
| 20                           | CK Hutchison ( Hong Kong)                                                      | Asie : Hong Kong (66), Indonésie (67), Macao (66), Sri Lanka, Vietnam (49) Europe : Autriche, Danemark (60), Italie, Irlande, Royaume-Uni, Suède (60) Océanie : Australie (50) |                                          | 119,5 / (juin 2018.)                      |                                                |
| 21                           | Verizon Wireless ( États-Unis)                                                 | Amérique : États-Unis |                                          | 117,999 / 117,999 (décembre 2018.)        |                                                |
| 22                           | BSNL ( Inde)                                                                   | Asie : Inde |                                          | 115,87 / 115,87 (avril 2019)              |                                                |
| 23                           | Ooredoo ( Qatar)                                                               | Afrique : Algérie (74,4), Maldives (83,3), Tunisie (84,1) Asie : Indonésie (65), Iraq (64,1), Koweït (92,1), Myanmar, Oman (55), Palestine (45,5), Qatar |                                          | 113,083 / (déc 2018)                      |                                                |
| 24                           | Viettel (Vietnam)                                                              | Afrique : Burundi, Cameroun, Mozambique, Tanzanie Asie : Birmanie, Cambodge, Laos, Timor Oriental, Vietnam Amérique : Haiti, Pérou |                                          | 110,000 / (?)                             | gouvernement vietnamien                        |
| 25                           | MTS ( Russie)                                                                  | Asie: Arménie Europe : Biélorussie, Russie, Ukraine |                                          | 105,45 / (sept 2018)                      | Sistema                                        |
| 26                           | Maxis ( Malaisie)                                                              | Asie : Inde, Malaisie |                                          | 101,8 / (sept 2016)                       | SCT (25 %)                                     |
| 27                           | Axiata ( Malaisie)                                                             | Asie : Bangladesh, Cambodge, Indonésie, Malaisie, Népal, Sri Lanka |                                          | 101,0 / (déc 2015)                        |                                                |
| 28                           | Globe Telecom ( Philippines)                                                   | Asie : Philippines |                                          | 94,204 / 92,204 (déc 2019)                | Singtel (47 %)                                 |
| 29                           | Telecom Italia Mobile ( Italie)                                                | Amérique : Brésil Europe : Italie, Saint-Marin, Vatican | UMTS, GSM, TDMA[réf. souhaitée], LTE     | 83,378 / (mars 2020.)                     | Telecom Italia (100 %) (Vivendi : 23,94 %)     |
| 30                           | MegaFon ( Russie)                                                              | Europe : Russie, Géorgie Asie : Tadjikistan |                                          | 77,3 / 77,3 (sept 2016)                   | Telia (19 %)                                   |
| 31                           | NTT DoCoMo ( Japon)                                                            | Asie : Japon |                                          | 74,880 / 77,880 (mars 2017.)              |                                                |
| 32                           | Hamrahe Aval ( Iran)                                                           | Asie : Iran |                                          | 65,0 / 65,0 (déc 2016)                    |                                                |
| 33                           | PLDT ( Philippines)                                                            | Asie : Philippines |                                          | 61,8 / 61,8 (sept 2016)                   |                                                |
| 34                           | Sprint ( États-Unis)                                                           | Amérique : Porto Rico, États-Unis |                                          | 58,7 (mars 2017.)                         |                                                |
| 35                           | Tata DoCoMo ( Inde)                                                            | Asie : Inde |                                          | 53,0 / 53,0 (déc 2016)                    |                                                |
| 36                           | Glo mobile (Nigeria)                                                           | Afrique : Ghana, Nigeria |                                          | 52,426 / (janv 2020)                      |                                                |
| 37                           | Turkcell ( Turquie)                                                            | Asie : Azerbaïdjan, Kazakhstan Europe : Biélorussie, Géorgie, Moldavie, Chypre du nord, Turquie, Ukraine |                                          | 50,1 (déc 2016)                           | Telia (24 %)                                   |
| 38                           | Telia ( Suède)                                                                 | Europe : Danemark, Estonie, Finlande, Lettonie (60,3), Lituanie (88,2), Moldavie, Norvège, Suède | UMTS, GSM, LTE                           | 144.11 / 50,4 (déc 2017)                  |                                                |
| 39                           | Iliad ( France)                                                                | Europe : France, Italie, Pologne |                                          | 42,7 / 42,7 (déc 2020)                    |                                                |
| 40                           | AIS ( Thaïlande)                                                               | Asie : Thaïlande |                                          | 42,014 / 42,014 (déc 2019)                | Singtel (23,3 %)                               |
| 41                           | KDDI ( Japon)                                                                  | Asie : Japon |                                          | 26,236 / 26,236 (déc 2017)                |                                                |
| 42                           | Altice ( Pays-Bas)                                                             | Amérique : République dominicaine Europe : France, Israël, Portugal |                                          | 26,134 / 26,134 (mars 2020.)              |                                                |
| 42                           | Telma                                                                          | Afrique: Madagascar, comores | GSM, CDMA, LTE                           |                                           |                                                |

1 en prenant en compte les participations dans Turkcell et megaFon
2 en prenant en compte les participations dans ziggo, Vodafone australia et safaricom, sans vodafone India

## Principaux opérateurs par satellite
| Rang   | Opérateur                         | Technologie                       | Abonnés (en millions)             | Propriétaire                      |
| ------ | --------------------------------- | --------------------------------- | --------------------------------- | --------------------------------- |
| 1      | Iridium                           | Propriétaire TDMA                 | 0.664 (février 2014)              |                                   |
| 2      | Globalstar                        | Propriétaire CDMA                 | 0.500 (mars 2013)                 |                                   |
| 3      | Thuraya                           | Propriétaire FDMA/GSM             | 0.250 (décembre 2007)             | Etisalat (28 %)                   |
| 4      | Inmarsat                          | Propriétaire GSM                  | 0.254 (septembre 2009)            |                                   |
| 5      | Starlink                          | Propriétaire                      | 0.500 (juin 2022).                |                                   |
| Autres | Mobile Satellite Ventures, OneWeb | Mobile Satellite Ventures, OneWeb | Mobile Satellite Ventures, OneWeb | Mobile Satellite Ventures, OneWeb |